# Chaetophractus vellerosus
Chaetophractus vellerosus là một loài động vật có vú trong họ Dasypodidae, bộ Cingulata. Loài này được Gray mô tả năm 1865.
Loài này đào hang và được tìm thấy ở miền Trung và miền Nam của Nam Mỹ. 
Loài này kêu to khi bị đe dọa.

## Hình ảnh

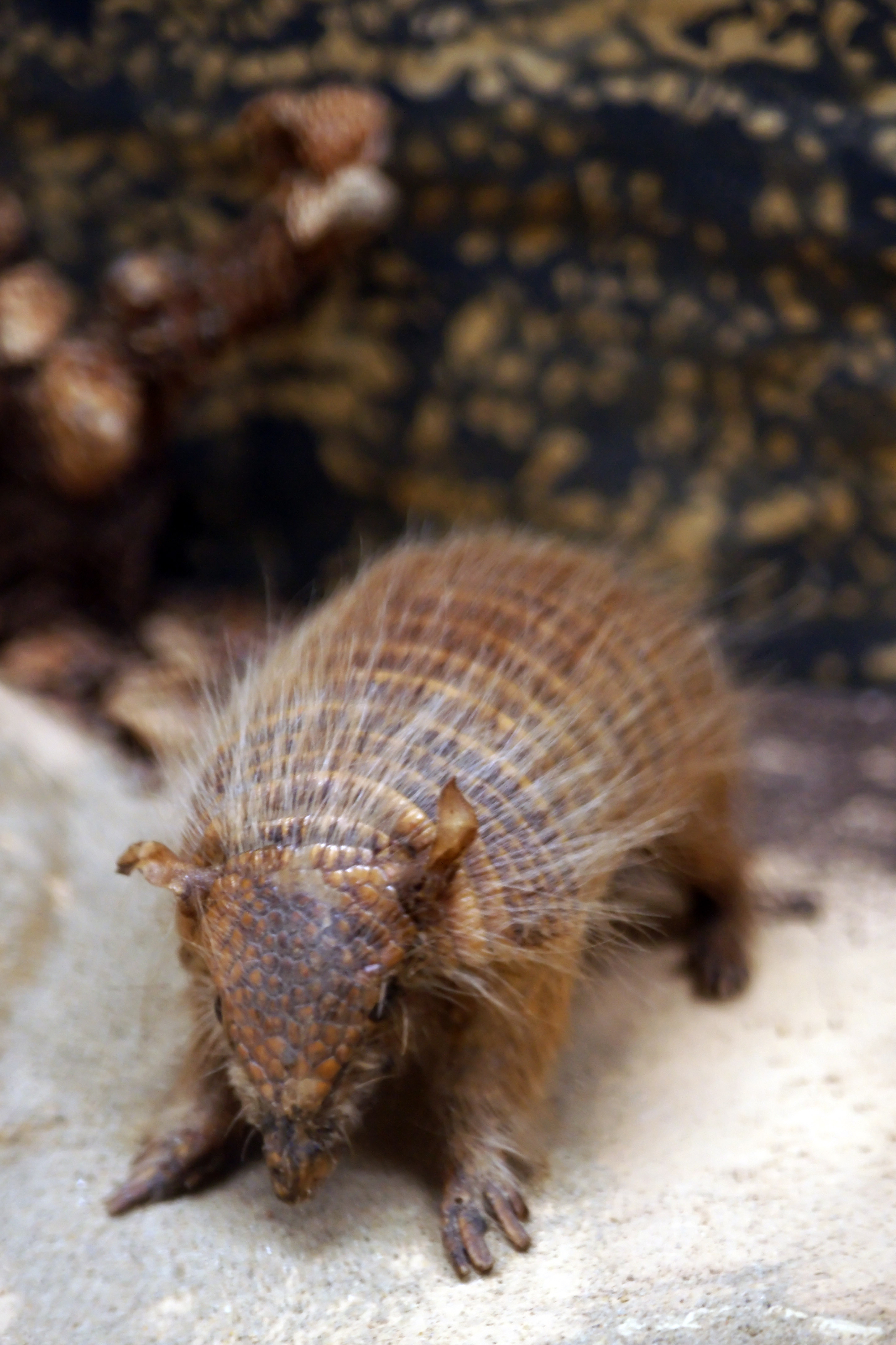
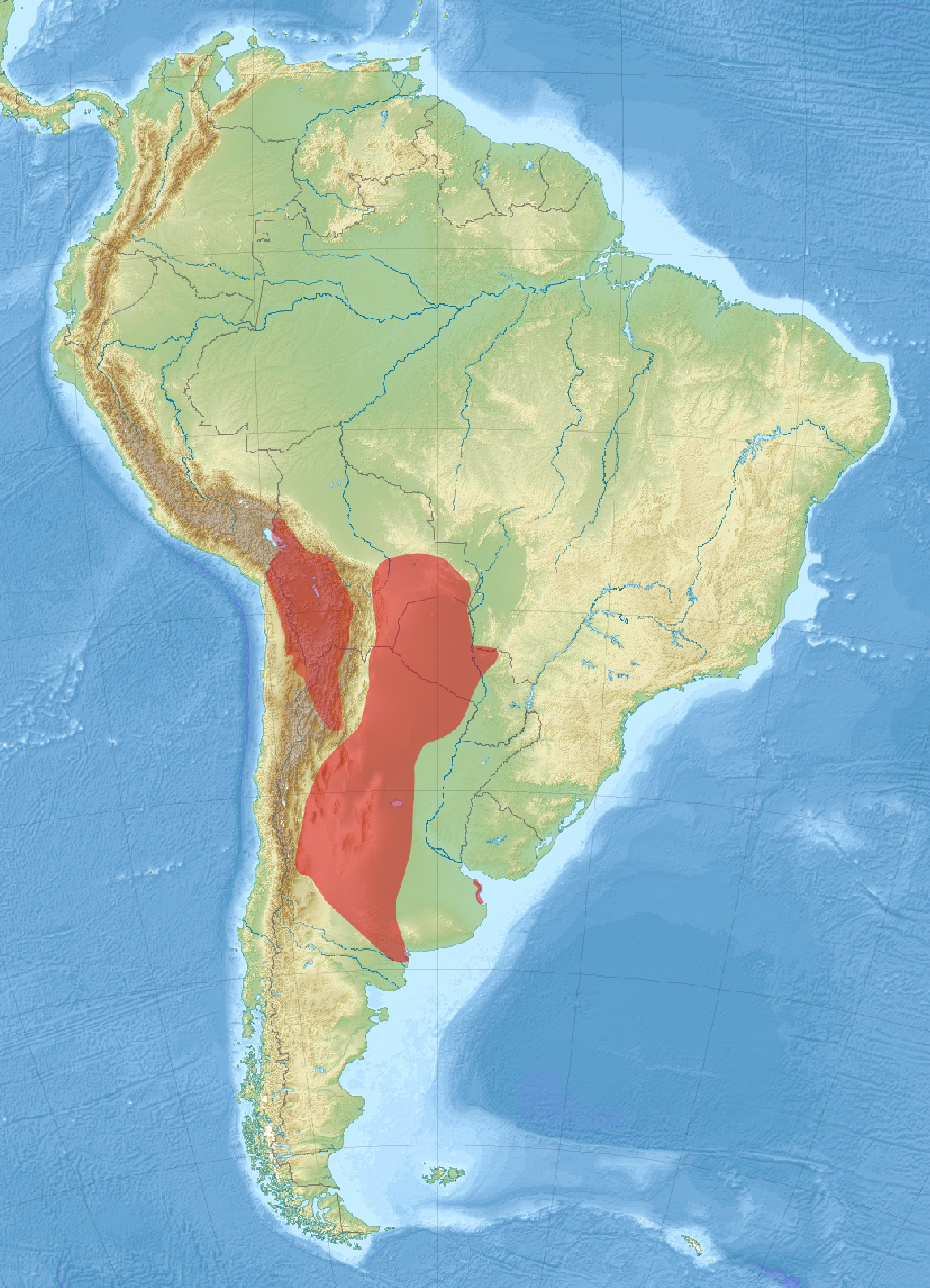